# Премія «Сатурн» за найкращу роль молодого актора чи акторки в телесеріалі
Премія «Сатурн» за найкращу роль молодого актора чи акторки в телесеріалі — одна з щорічних нагород, яку присуджує Академія наукової фантастики, фентезі та фільмів жахів акторам за найкращу роль у фантастичному фільмі. Присуджують з 2014 року.

## Лауреати і номінанти
• Лауреати виділені окремим кольором.

### 2014—2021
| Церемонія   | Фото лауреата          | Актор(ка)                | Телевізійна программа                 | Роль                     |
| ----------- | ---------------------- | ------------------------ | ------------------------------------- | ------------------------ |
| 40-а (2014) |                        | • Чендлер Ріггз          | «Ходячі мерці»                        | Карл Граймс              |
| 40-а (2014) | • Колін Форд           | «Під куполом»            | Джо Макалістер                        |                          |
| 40-а (2014) | • Маккензі Лінтц       | «Під куполом»            | Норі Келверт-Гіл                      |                          |
| 40-а (2014) | • Джек Глісон          | «Гра престолів»          | Джоффрі Баратеон                      |                          |
| 40-а (2014) | • Джаред Гілмор        | «Якось у казці»          | Генрі Міллс                           |                          |
| 40-а (2014) | • Коннор Джессап       | «Коли падають небеса»    | Бен Мейсон                            |                          |
| 41-а (2015) |                        | • Мейсі Вільямс          | «Гра престолів»                       | Арія Старк               |
| 41-а (2015) | • Максим Лицар         | «Коли падають небеса»    | Метт Мейсон                           |                          |
| 41-а (2015) | • Чендлер Ріггз        | «Ходячі мерці»           | Карл Граймс                           |                          |
| 41-а (2015) | • Камрен Бікондова     | «Ґотем»                  | Селіна «Кішка» Кайл                   |                          |
| 41-а (2015) | • Голлі Тейлор         | «Американці»             | Пейдж Дженнінгз                       |                          |
| 41-а (2015) | • Тайлер Поузі         | «Вовченя»                | Скот Маккол                           |                          |
| 42-а (2016) |                        | • Чендлер Ріггз          | «Ходячі мерці»                        | Карл Граймс              |
| 42-а (2016) | • Бренок О'Коннор      | «Гра престолів»          | Оллі                                  |                          |
| 42-а (2016) | • Мейсі Вільямс        | «Гра престолів»          | Арія Старк                            |                          |
| 42-а (2016) | • Ділан Спрейберрі     | «Вовченя»                | Ліам Данбар                           |                          |
| 42-а (2016) | • Макс Чарльз          | «Штам»                   | Зак Гудвезер                          |                          |
| 42-а (2016) | • Френк Діллейн        | «Бійтеся ходячих мерців» | Нік Кларк                             |                          |
| 42-а (2016) | • Джодель Ферланд      | «Темна матерія»          | П'ята / Дас                           |                          |
| 43-я (2017) |                        | • Міллі Боббі Браун      | «Дивні дива»                          | Одинадцятта / Джейн      |
| 43-я (2017) | • Чендлер Ріггз        | «Ходячі мерці»           | Карл Граймс                           |                          |
| 43-я (2017) | • Алісія Дебнем-Кері   | «Бійтеся ходячих мерців» | Алісія Кларк                          |                          |
| 43-я (2017) | • Лоренцо Джеймс Генрі | «Бійтеся ходячих мерців» | Крістофер Манава                      |                          |
| 43-я (2017) | • Макс Чарльз          | «Штам»                   | Зак Гудвезер                          |                          |
| 43-я (2017) | • Кей Джей Апа         | «Рівердейл»              | Арчі Ендрюс                           |                          |
| 44-а (2018) |                        | • Чендлер Ріггз          | «Ходячі мерці»                        | Карл Граймс              |
| 44-а (2018) | • Лілі Рейнхарт        | «Рівердейл»              | Елізабет (Бетті Купер)                |                          |
| 44-а (2018) | • Кей Джей Апа         | «Рівердейл»              | Арчі Ендрюс                           |                          |
| 44-а (2018) | • Коул Спроус          | «Рівердейл»              | Форсайт Пенделтон (Джагхед) Джонс III |                          |
| 44-а (2018) | • Девід Мазуз          | «Ґотем»                  | Брюс Вейн                             |                          |
| 44-а (2018) | • Макс Чарльз          | «Штам»                   | Зак Гудвезер                          |                          |
| 44-а (2018) | • Міллі Боббі Браун    | «Дивні дива»             | Одинадцятта / Джейн                   |                          |
| 44-а (2018) | • Алісія Дебнем-Кері   | «Бійтеся ходячих мерців» | Алісія Кларк                          |                          |
| 45-а (2019) |                        | • Мейсі Вільямс          | «Гра престолів»                       | Арія Старк               |
| 45-а (2019) | • Кей Джей Апа         | «Рівердейл»              | Арчі Ендрюс                           |                          |
| 45-а (2019) | • Коул Спроус          | «Рівердейл»              | Форсайт Пенделтон (Джагхед) Джонс III |                          |
| 45-а (2019) | • Девід Мазуз          | «Ґотем»                  | Брюс Вейн                             |                          |
| 45-а (2019) | • Бенджамін Уодсворт   | «Смертельний клас»       | Маркус Лопес Аргуелло                 |                          |
| 45-а (2019) | • Тосін Кол            | «Доктор Хто»             | Раян Сінклейр                         |                          |
| 45-а (2019) | • Кемерон Каффе        | «Криптон»                | Сег-Ел                                |                          |
| 46-а (2021) |                        | • Брек Бессінджер        | «Старґерл»                            | Кортні Вітмор / Старґерл |
| 46-а (2021) | • Кессіді МакКлінсі    | «Ходячі мерці»           | Лідія                                 |                          |
| 46-а (2021) | • Ерін Моріарті        | «Хлопаки»                | Зіронька / Енні Дженьюері             |                          |
| 46-а (2021) | • Іза Бріонес          | «Зоряний шлях: Пікар»    | Даж / Соджі                           |                          |
| 46-а (2021) | • Медісон Лінтц        | «Детектив Босх»          | Меделін «Медді» Босх                  |                          |
| 46-а (2021) | • Максвелл Дженкінс    | «Загублені у космосі»    | Вілл Робінсон                         |                          |
| 46-а (2021) | • Фрейя Аллан          | «Відьмак»                | Цірілла                               |                          |